# NGC 7529
NGC 7529 ist eine Spiralgalaxie vom Hubble-Typ Sbc im Sternbild Pegasus am Nordsternhimmel. Sie ist schätzungsweise 210 Millionen Lichtjahre von der Milchstraße entfernt.
Das Objekt wurde am 2. Juli 1880 vom deutschen Astronomen Wilhelm Tempel entdeckt.